# 大阪商業大学高等学校
大阪商業大学高等学校（おおさかしょうぎょうだいがくこうとうがっこう、英: Osaka University of Commerce High School）は、大阪府東大阪市御厨栄町にある私立の高等学校。大阪商業大学の附属学校で、長らく男子校だった。

## 概要
1948年（昭和23年）4月1日、太平洋戦争後の学制改革に伴う新制の高等学校「城東高等学校」として設置された。
教育課程は全日制課程の普通科単科。コース制を採用し、大阪商業大学への内部進学をはじめ、希望進路に応じたコースが用意されている。

### 進路（大学進学）
卒業後の進路の状況は、2020年（令和2年）2月の卒業生の場合、国公立大に計2人が合格した（和歌山大学と愛知県立芸術大学1人ずつ）。

## 沿革
大阪商業大学高等学校を経営する学校法人谷岡学園の源流は、1928年（昭和3年）に設置された実業学校の大阪城東商業学校（設立者は吉川又平。文部省告示第72号2月16日付で、設置と4月開校を認可）。なお、翌1929年、設立者を田守金司に変更している（文部省告示第317号2月16日付で、設立者の変更を認可）。
1940年代前半には太平洋戦争に伴う戦時措置により、国策として商業学校は原則として工業学校へと転換されることになり、1944年に布施工業学校を併設。終戦により1945年に大阪城東商業学校に復元し、翌1946年5月、運営法人の財団法人城東文化学園が設立認可された。
学園により1948年、学制改革による新制の高等学校として「城東高等学校」が設置された。高校の発足当初は、全日制課程に商業科と普通科（いずれも男子のみ募集）を、定時制課程に商業科（男女共学）を併置した。その後1969年に定時制が、また1974年に全日制商業科が、それぞれ募集停止となっている。
校名は「大阪城東大学附属高等学校」（1949年大阪城東大学の開学に合わせ変更）、「大阪商業大学附属高等学校」（1952年大阪商業大学への変更に合わせ変更）の名称を経て、1992年（平成4年）に現在の「大阪商業大学高等学校」に変更されている。
1970年代後半以降は普通科単科の全日制、男子校として運営されていたが、2003年に男女共学となり、コース制も導入された。スポーツ専修コースはクラブ活動が必須であり、サッカー部（男子）、硬式野球部（男子）、ボクシング部（男女）、男子バスケットボール部、軟式野球部（男子）、陸上競技部（男女）、バレーボール部（男子）、ラグビー部（男子）、剣道部（男女）、女子バスケットボール部、柔道部（男女）に所属することが必須となっている。

## 基礎データ

### 生徒数
募集人員は325名（2021年〈令和3年〉度の入学生）。

### 諸費用
学費など初年度の費用は約95万円で、授業料のほかに諸経費や修学旅行費用など必要（2020年度の実績）。

### 交通アクセス
鉄道
- 近鉄奈良線 八戸ノ里駅より北西へ約400m（徒歩で約5分）または河内小阪駅より北東へ約900m（徒歩で約11分）

## 諸活動

### 部活動
クラブ活動では、男子バレー部が全国獲得タイトル計17回（選手権7回、国体7回、選抜3回）。

## 不祥事

### 柔道部で体罰、暴行事件
部活動の柔道部に所属していた1年生の男子生徒が、2011年（平成23年）9月に、部の顧問の男性教諭から馬乗りになって柔道着の裾を口に詰め込んだり、顔面を殴る等の体罰を受け、同校側はこの教諭を停職処分としたものの、生徒は教諭から無視されるようになり、これが元で「非アルコール性脂肪性肝炎」と診断された。また、2012年4月に、同級生部員に背中を蹴られるなどの暴行を受け、椎間板ヘルニアを発症。これについて学校側は「スキンシップの一つ」として暴行があったことを否定した上、元生徒に対し自主退学を勧めた。この生徒は、暴行容疑で顧問や同級生らに対する被害届を大阪府警布施署に提出している。この生徒は中学時代の実績に基づき、同校にスポーツ推薦で入学していたが、2012年7月に奈良市内の高校に転校している。2013年7月3日、布施署が暴行と傷害の疑いで、柔道部顧問を書類送検した。

### 野球部など生徒が飲酒・喫煙、ネット投稿
2013年9月28日に学園祭が行われたが、その後の打ち上げにおいて、3年生の生徒計18人が東大阪市内の飲食店などで飲酒や喫煙をし、さらにその様子を撮影した画像をLINEに投稿した。その後、当該の画像がインターネットを通じて流出し、同様の画像が10月3日になって同校に送信され、生徒の問題行為が発覚。同校は関わった生徒を停学処分としたが、うち6人が硬式野球部員であることも明らかとなっており、日本高校野球連盟は、関わっていた野球部員について10月16日付で厳重注意とした。

## 高校関係者と組織

### 関連団体
- 大阪商業大学高等学校 校友会 - 同窓会

### 高校関係者一覧
芸能
- しんや - ピン芸人
- 谷口誠治 - 芸能事務所社長
- 山田亮一 - バンド「ハヌマーン」・「バズマザーズ」ギター、ボーカル

スポーツ
- 井上崇昭 - バレーボール選手
- 岩田正之 - 元バレーボール選手
- 植田辰哉 - 元バレーボール全日本男子監督
- 岡田明丈 - プロ野球・広島東洋カープの投手
- 岡山絵里 - プロゴルファー
- 川村慎二 - バレーボール選手
- 葛和伸元 - 元バレーボール全日本女子監督
- 久保尚志 - 元バレーボール選手
- 達川実 - 元デンソー・エアリービーズ監督(バレーボール)
- 辻合真一郎 - 元バレーボール全日本男子監督
- 南部正司 - 元バレーボール日本男子代表監督
- 西村優菜 - プロゴルファー
- 藤高宗一郎 - Bリーグ・大阪エヴェッサ
- 松田明彦 - 元バレーボール選手
- 松本幸行 - 元プロ野球・中日ドラゴンズの投手
- 眞鍋政義 - 元バレーボール全日本女子監督
- 水田和幸 - 元バレーボール選手
- 森口益光 - 元プロ野球・南海ホークスの投手
- 柳本晶一 - 元バレーボール全日本女子監督
- 大西広樹 - プロ野球・東京ヤクルトスワローズの投手

そのほか関係者
- 大木こだま - 漫才師（中退）
- 清水行雄 - 政治家・東大阪市長